# Tiofosfat
| Strukturformel och molekylmodell av monotiofosfatjon (PSO33–). |  | Strukturformel och molekylmodell av monotiofosfatjon (PSO33–). |
| Strukturformel och molekylmodell av monotiofosfatjon (PSO33–). |  |                                                                |

Tiofosfater är en grupp joner centrerade runt en fosforatom och med fyra svavel- eller syreatomer bundna till sig på den generella formeln PS4-xOx3– där x = 0, 1, 2 eller 3. Alla tiofosfatjoner är tetraedriska.
Fallet x = 4 ger PO43– vilket är en vanlig fosfatjon.

## Monotiofosfat
Monotiofosfatjonen (PSO33– ) består av en fosforatom, en svavelatom och tre syreatomer. Till skillnad från fosfat stabiliseras monotiofosfat inte genom resonans utan varje syreatom har varsin överskottselektron. Svavelatomen lyckas med sin svagare elektronegativitet inte attrahera några elektroner utan binds i stället starkare till fosforatomen med en dubbelbindning.

## Ditiofosfat
Ditiofosfatjonen (PO2S23– ) består av en fosforatom, två svavelatomer och två syreatomer. I likhet med monotiofosfat har syreatomerna varsin överskottselektron, men den tredje överskottselektronen delas mellan de två svavelatomerna vilket ger resonans. Natriumditiofosfat (Na3PO2S2) bildas när fosforpentasulfid (P2S5) löses upp i natriumhydroxid (NaOH).
{\displaystyle {\rm {P_{2}S_{5}+6\ NaOH\rightarrow 2\ Na_{3}PO_{2}S_{2}+2\ H_{2}O+H_{2}S}}}

## Tri- och tetratiofosfat
Tritiofosfat (POS33– ) och tetratiofosfat (PS43– ) tillhör också familjen tiofosfater, men är ovanliga.